# Thil (Aube)
Thil é uma comuna francesa na região administrativa de Grande Leste, no departamento de Aube. Estende-se por uma área de 19,42 km². Em 2010 a comuna tinha 122 habitantes (densidade: 6,3 hab./km²).